# Anolis brevirostris
Anolis brevirostris (пустельний стрункий аноліс) — вид ігуаноподібних ящірок родини анолісових (Dactyloidae). Ендемік острова Гаїті.

## Підвиди
Виділяють три підвиди:
- Anolis brevirostris brevirostris Bocourt, 1870;
- Anolis brevirostris deserticola Arnold, 1980;
- Anolis brevirostris wetmorei Cochran, 1931.

## Поширення і екологія
Пустельні стрункі аноліси мешкають на півдні острова Гаїті та на сусідньому острові Беата. Вони живуть в сухих чагарникових і акацієвих заростях, трапляються в садах та поблизу людських поселень. Зустрічаються на висоті до 1200 м над рівнем моря. Живляться комахами і павуками. Відкладають яйця.